# Liste der Bodendenkmale in Mügeln
In der Liste der Bodendenkmale in Mügeln sind die Bodendenkmale der Stadt Mügeln und ihrer Ortsteile nach dem Stand der Auflistung von Klaus Kroitzsch und Harald Quietzsch aus dem Jahr 1984 aufgelistet. Eventuelle Änderungen und Ergänzungen, insbesondere aus der Zeit nach der Wende, sind nicht berücksichtigt, da für Sachsen aktuell keine neueren allgemein zugänglichen Bodendenkmallisten vorliegen. Die Baudenkmale sind in der Liste der Kulturdenkmale in Mügeln aufgeführt.
| Denkmal-ID | Fundart            | Ortsteil  | Bezeichnung                   | Zeitstellung    | Lage                                                                           | Bemerkungen | Bild |
| ---------- | ------------------ | --------- | ----------------------------- | --------------- | ------------------------------------------------------------------------------ | --- | ---- |
| ?          | besonderer Stein   | Altmügeln | Steinkreuz                    | Spätmittelalter | im Ort, östlich des Kirchhofs, Dorfstraße, am nach Norden führenden Wegabzweig | pilzförmig, zwischen 2006 und 2017 abgebrochen, jetzt nur noch ein Stumpf erhalten, ursprünglich an der Straße von Altmügeln nach Neusorge, am Abzweig zum Gatzschbachgrund aufgestellt, Schutz seit 7. Januar 1963 |      |
| ?          | Befestigung > Burg | Baderitz  | Wehranlage „Festenberg“       | Mittelalter     | südlich des Orts, westlich der Straße nach Sornzig                             | Befestigung in Spornlage, durch Steinbrucharbeiten weitgehend zerstört, nur im Westteil noch Befestigungsreste erhalten, Schutz seit 3. September 1935, erneuert 1. Februar 1959                                    |      |
| ?          | Befestigung > Burg | Mügeln    | Wehranlage „Schloss Ruhethal“ | Mittelalter     | nördlich der Altstadt, Südteil des Guts, Döllnitzniederung                     | durch Schloss überbaut und verändert, Graben verfüllt und nur im Süden als flache Senke erkennbar, Schutz seit 1937, erneuert 1. Februar 1959                                                                       |      |
| ?          | besonderer Stein   | Mügeln    | Steinkreuz                    | Neuzeit         | südwestlicher Ortsrand, Johannisfriedhof                                       | zur Erinnerung an die Pest von 1637 errichtet, Schutz seit 21. Januar 1963 |      |